# Philandrie
La philandrie  (du grec ancien φιλανδρία,  philandría) désigne l'amour et la camaraderie envers les hommes.
De façon générale, il s'agit de l'antonyme de la misandrie.